# ادموند ایر
ادموند ایر (انگلیسی: Edmund Eyre; ۲۳ دسامبر ۱۸۸۲ – الگو:Death year (aged 89)) بازیکن فوتبال اهل بریتانیا بود.
از باشگاه‌هایی که در آن بازی کرده‌است می‌توان به باشگاه فوتبال میدلزبرو، باشگاه فوتبال استون ویلا، باشگاه فوتبال بیرمنگام سیتی، و باشگاه فوتبال وورکساپ تاون اشاره کرد.